# Adolf Brand
Pour les articles homonymes, voir Brand.
Adolf Brand, né le 14 novembre 1874 à Berlin et mort le 2 février 1945 dans la même ville, est un écrivain allemand, anarchiste, militant pour les droits des homosexuels. Il est membre du WhK, le Comité scientifique humanitaire.

## Biographie
Né à Berlin le 14 novembre 1874, Adolf Brand est enseignant avant de fonder sa propre maison d'édition qui publie, à partir de 1896, la revue Der Eigene. Cette revue est la première publication régulière homosexuelle au monde. Le titre, Der Eigene, est une référence aux écrits du philosophe Max Stirner. Ce dernier exerce une profonde influence sur le jeune Brand qui est séduit par le concept stirnerien de « Selbsteigentum ». Der Eigene finit par compter environ 1 500 abonnés.
En 1903, à la suite d'une scission au sein du WhK de Magnus Hirschfeld, Brand crée la Gemeinschaft der Eigenen (GdE), la « Communauté des spéciaux ». Dans ce nouveau groupe, l'amour entre hommes est considéré comme l'un des attributs de la virilité. Le groupe rejette certaines théories de Hirschfeld. Le GdE est une communauté qui fonctionne sur un modèle semblable à celui qu'adoptera ultérieurement le scoutisme, tout en se réclamant de la Grèce antique – plus particulièrement des guerriers de Sparte et de l'« idéal pédérastique » qu'on leur a attribué. Le GdE organise des camps et des marches, et prône la pratique du naturisme. Le GdE est comparable à de nombreux autres groupes apparus en Allemagne au début du XXe siècle, comme les Wandervogel.

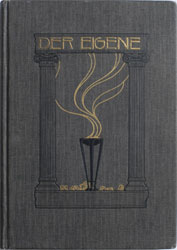
Couverture de l'édition de 1906 de "Der Eigene"

Entre 1907 et 1909, Adolf Brand intervient dans l'affaire Eulenburg, laquelle aboutit à la disgrâce du favori du Kaiser Guillaume II.
Durant les années 1930, Aldolf Brand se retirera du militantisme homosexuel, à la suite des menaces continuelles dont il était l'objet de la part des nazis ; ceux-ci feront d'ailleurs cesser la publication de la revue Der Eigene.
Brand et sa femme meurent à Berlin, tués lors d'un bombardement allié le 2 février 1945.